# 蓬泰 (德龙省)
蓬泰（法語：Pontaix）是法国德龙省的一个市镇，属于迪耶区（Die）迪耶县（Die）。该市镇总面积19.68平方公里，2009年时的人口为167人。

## 人口
蓬泰人口变化图示